# Bystrá (Polsko)
Bystrá (polsky Bystra, německy Bistrai) je vesnice v jižním Polsku ve Slezském vojvodství v okrese Bílsko-Bělá v gmině Wilkowice. Leží v suburbánní zóně Bílska-Bělé na úpatí Slezských Beskyd na obou stranách historické těšínsko-osvětimské hranice tvořené řekou Bělou. Severní Slezská Bystrá (Bystra Śląska) (původně součást Těšínska a později Bílského knížectví) a jižní Krakovská Bystrá (Bystra Krakowska) (součást Osvětimského knížectví), obě založené v 16. století jako dřevorubecké osady, byly spojeny do jednoho správního celku v roce 1956. Obě katastrální území však nadále existují. V roce 2009 zde žilo 4 024 obyvatel, zhruba polovinu katastrálního území zaujímají horské lesy a část katastru se nachází v krajinném parku Park Krajobrazowy Beskidu Śląskiego.

## Další informace
Bystrá je od druhé poloviny 19. století populárním letoviskem. Navštěvovali ji mj. Maria Konopnicka, Zofia Kossak-Szczucka, Gustaw Morcinek, a také socialističtí politici Ignacy Daszyński a Tadeusz Reger, kteří zde zemřeli. Impresionistický a realistický malíř Julian Fałat si v Bystré nechal postavit secesní vilu, v níž žil a tvořil od roku 1910 do své smrti v roce 1929. Dnes ve Fałatovce působí jeho muzeum. Lázeňský status byl udělen obci Slezská Bystrá v roce 1912. Funkcionalistická budova ústavu pro léčbu tuberkulózy z roku 1934, ve které dnes působí Centrum pneumologie a thorakochirurgie, patří k významným památkám meziválečné architektury v regionu.
Vesnicí prochází krajská silnice č. 942 spojující Bílsko-Bělou se Szczyrkem a Vislou, rychlostní silnice S1 ve směru Bílsko-Bělá – Żywiec a železniční trať Katovice – Bílsko-Bělá – Żywiec – Čadca (stanice Wilkowice Bystra). Jezdí sem autobusy bílské MHD (linka č. 57).